# Puchar Świata w kombinacji norweskiej 1996/1997
Sezon 1996/1997 Pucharu Świata w kombinacji norweskiej rozpoczął się 22 listopada 1996 w fińskim Rovaniemi, zaś ostatnie zawody z tego cyklu zaplanowano w słowackiej miejscowości Szczyrbskie Jezioro, 22 marca 1997 roku. 
Zawody odbyły się w 10 krajach: Austrii, Czechach, Finlandii, Japonii, Niemczech, Norwegii, Słowacji, Szwajcarii, USA i Włoszech.
Obrońcą Pucharu Świata był Norweg Knut Tore Apeland. W tym sezonie triumfował Fin Samppa Lajunen, który wygrał 2 z 12 zawodów.

## Kalendarz i wyniki
| 1.  | 22 listopada 1996        | Rovaniemi                     | Gundersen K120/15 km                                                       | Jari Mantila                                                               | Samppa Lajunen                                                             | Mario Stecher                                                              |                                                                            |                                                                            |
| 2.  | 11 grudnia 1996          | Steamboat Springs             | Gundersen K88/15 km                                                        | Halldor Skard                                                              | Bjarte Engen Vik                                                           | Trond Einar Elden                                                          |                                                                            |                                                                            |
| 3.  | 29 grudnia 1996          | Oberwiesenthal                | Sprint K90/7,5 km                                                          | Mario Stecher                                                              | Bjarte Engen Vik                                                           | Todd Lodwick                                                               |                                                                            |                                                                            |
| 4.  | 5 stycznia 1997          | Schonach                      | Gundersen K90/15 km                                                        | Samppa Lajunen                                                             | Mario Stecher                                                              | Jari Mantila                                                               |                                                                            |                                                                            |
| 5.  | 11 stycznia 1997         | Saalfelden am Steinernen Meer | Gundersen K120/15 km                                                       | Hannu Manninen                                                             | Mario Stecher                                                              | Jari Mantila                                                               |                                                                            |                                                                            |
| 6.  | 14 stycznia 1997         | Val di Fiemme                 | Gundersen K90/15 km                                                        | Samppa Lajunen                                                             | Andrea Longo                                                               | Kristian Hammer                                                            |                                                                            |                                                                            |
| 7.  | 18 stycznia 1997         | Sankt Moritz                  | Gundersen K95/15 km                                                        | Mario Stecher                                                              | Bjarte Engen Vik                                                           | Samppa Lajunen                                                             |                                                                            |                                                                            |
| 8.  | 1 lutego 1997            | Hakuba                        | Gundersen K120/15 km                                                       | Mario Stecher                                                              | Samppa Lajunen                                                             | Ladislav Rygl                                                              |                                                                            |                                                                            |
| MŚ  | 21 lutego - 2 marca 1997 | Trondheim                     | Kombinacja norweska na Mistrzostwach Świata w Narciarstwie Klasycznym 1997 | Kombinacja norweska na Mistrzostwach Świata w Narciarstwie Klasycznym 1997 | Kombinacja norweska na Mistrzostwach Świata w Narciarstwie Klasycznym 1997 | Kombinacja norweska na Mistrzostwach Świata w Narciarstwie Klasycznym 1997 | Kombinacja norweska na Mistrzostwach Świata w Narciarstwie Klasycznym 1997 | Kombinacja norweska na Mistrzostwach Świata w Narciarstwie Klasycznym 1997 |
| 9.  | 8 marca 1997             | Lahti                         | Gundersen K120/15 km                                                       | Hannu Manninen                                                             | Halldor Skard                                                              | Tim Tetreault                                                              |                                                                            |                                                                            |
| 10. | 14 marca 1997            | Oslo                          | Sprint K120/7,5 km                                                         | Bjarte Engen Vik                                                           | Hannu Manninen                                                             | Trond Einar Elden                                                          |                                                                            |                                                                            |
| 11. | 15 marca 1997            | Oslo                          | Gundersen K120/15 km                                                       | Bjarte Engen Vik                                                           | Samppa Lajunen                                                             | Andreas Hartmann                                                           |                                                                            |                                                                            |
| 12. | 22 marca 1997            | Szczyrbskie Jezioro           | Gundersen K120/15 km                                                       | Bjarte Engen Vik                                                           | Kenji Ogiwara                                                              | Jari Mantila                                                               |                                                                            |                                                                            |

## Klasyfikacje
| Lp. | Zawodnik          | Punkty |
| 1.  | Samppa Lajunen    | 1223   |
| 2.  | Jari Mantila      | 940    |
| 3.  | Bjarte Engen Vik  | 890    |
| 4.  | Mario Stecher     | 884    |
| 5.  | Hannu Manninen    | 875    |
| 6.  | Kenji Ogiwara     | 750    |
| 7.  | Halldor Skard     | 595    |
| 8.  | Trond Einar Elden | 581    |
| 9.  | Walerij Stolarow  | 507    |
| 10. | Knut Tore Apeland | 497    |

| Lp. | Zawodnik          | Punkty |
| 1.  | Norwegia          | 4459   |
| 2.  | Finlandia         | 4056   |
| 3.  | Austria           | 2221   |
| 4.  | Francja           | 1492   |
| 5.  | Japonia           | 1165   |
| 6.  | Stany Zjednoczone | 991    |
| 7.  | Czechy            | 949    |
| 8.  | Niemcy            | 767    |
| 9.  | Rosja             | 600    |
| 10. | Szwajcaria        | 586    |